# Jesús Alcaraz Rodríguez
J. Jesús Alcaraz Rodríguez fue un compositor mexicano, autor del vals Sentimiento. Nació en el pueblo de Coquimatlán el 15 de diciembre de 1898, siendo ahí donde vivió toda su infancia y juventud. Su educación la recibió en la ciudad de Colima con su maestro de piano Cosme Bustos. A pesar de que su educación fue a comparación con la de otros estudiantes muy rudimentaria, la inspiración de Jesús Alcaraz fue muy grande. Empezó a componer desde los 14 años. Aunque era soldado en el Ejército Mexicano componía constantemente. Desafortunadamente gran parte de su obra quedó dispersa y sólo se conservan poco más de 40 composiciones. La más famosa de ellas es el vals Sentimiento, una obra maestra del arte musical, melódica y sentimental, que inmortalizó a su autor. En varios municipios de nuestro Estado existen calles en su honor.

Este sábado inicia en Coquimatlán Segundo Festival Cultural Jesús Alcaraz Rodríguez

Para la inauguración, el Ballet Folklórico de la Universidad de Colima; la clausura se dará con la presentación de La Sonora Santanera.
Del 13 al 21 de diciembre, se llevará a cabo en el municipio de Coquimatlán, el Segundo Festival Cultural Jesús Alcaraz Rodríguez, en honor al compositor coquimatlense autor del Vals Sentimiento, obra de arte musical reconocida en todo el mundo.
El evento se llevará a cabo bajo la coordinación de la Secretaría de Cultura de Gobierno del Estado, con el Ayuntamiento de Coquimatlán y el Consejo Ciudadano del Programa de Desarrollo Cultural Municipal. Las presentaciones serán a partir de las 20:30 horas, en el Jardín Principal de la municipalidad.
El sábado 13, la ceremonia de inauguración se verá engalanada por el Ballet Folklórico de la Universidad de Colima, del director Rafael Zamarripa. El domingo 14 habrá una lectura dramatizada de La Sombra Niña, obra de Griselda Álvarez, a cargo de la compañía estatal de teatro “Cuatro Milpas”; como invitado especial, es importante precisar que se contará con la presencia de Miguel Delgado Álvarez, director del instituto Griselda Álvarez, e hijo de la exgobernadora y mujer representativa de las letras colimenses.
El lunes 15, fecha en que se celebra el CXVI aniversario del natalicio del maestro Jesús Alcaraz, será la presentación estelar de Los violines internacionales de los hermanos Aguascalientes, de San Miguel Allende, Guanajuato. Acto seguido, el Ballet Folklórico de Coquimatlán “Fermín Rodríguez Mora”, interpretará el Vals Sentimiento.
El martes 16 contempla el II Encuentro Estatal de Mariachis, con la participación del Mariachi Tradicional Colimense, Mariachi Cuerda y Son del Ayuntamiento de Colima, Mariachi Cañero, Mariachi Sol de Oro, Mariachi Voces de mi Tierra, Mariachi Juvenil Santa Cecilia y Mariachi Real de Colimán.
El miércoles 17 se proyectará la película “El Sargento Pérez”, estelarizada por Julio Alemán, Luis Aguilar y Norma Lazaren, filmada en todo el municipio. Habrá un obsequio al final de 1000 copias al público asistente, a cargo del Comité Ciudadano Cultural de Coquimatlán.
El jueves 18 se dará el Segundo Encuentro Estatal de Bandas Sinfónicas. Participan Banda Sinfónica La Estancia, la Banda Sinfónica Infantil-Juvenil de Zapotitlán de Vadillo, Banda Sinfónica Infantil-Juvenil de la Secretaría de Cultura, Banda Sinfónica del Gobierno del Estado.
El viernes habrá un concierto especial de Acústica; el sábado 20 se programa la proyección del video documental “Jesús Alcaraz, vida y obra, así como la presentación Compositores de música mexicana del siglo XIX y XX, con la soprano Izebel Alcaraz Tenorio y el pianista Rogelio Álvarez Meses. Finalmente, el domingo 21, la clausura oficial será adornada por la internacional Sonora Santanera.